# Nest
|  | Denne artikel er oprettet af botten Steenthbot ud fra en ekstern database. Den kan derfor have sproglige fejl eller mangler. Denne skabelon kan fjernes efter kontrol af indholdet. |

Nest er en dansk kortfilm fra 2022 instrueret af Hlynur Pálmason.

## Handling
En fortælling om tre søskende, der bygger deres egen hule højt hævet over jorden. Vi oplever skønheden og brutaliteten ved årstidernes skiften, alt imens vi følger børnene i både vanskelige og lykkelige stunder.

## Medvirkende
- Ída Mekkín Hlynsdóttir, Ída
- Grímur Hlynsson, Grímur
- Þorgils Hlynsson, Þorgils